# Faculté de théologie protestante de Montauban
Pour les articles homonymes, voir Faculté de théologie protestante.
La faculté de théologie protestante de Montauban forme les pasteurs des églises réformées françaises de 1808 à 1919. Elle est créée par décret impérial de Napoléon Ier daté du 17 septembre 1808 et rattachée institutionnellement à l'université de Toulouse, jusqu'à la séparation des Églises et de l'État en 1905. En novembre 1919, elle est transférée à Montpellier, et devient la faculté de théologie protestante de Montpellier.

## Histoire
Les articles organiques de 1802, promulgués par Bonaparte, alors Premier Consul, consacrent le principe de la liberté religieuse dans le cadre d'un système de cultes reconnus par l'État. Cette législation permet au protestantisme français de recouvrer le statut légal qui lui faisait défaut depuis la révocation de l'édit de Nantes, en 1685.
La réorganisation du culte réformé implique une réorganisation de la formation des pasteurs : alors que les églises réformées avaient entre 150 et 180 pasteurs en 1800, leur nombre atteint 330 en 1830. La plupart des pasteurs étaient, à cette époque, formés au séminaire de Lausanne. Ce séminaire situé à Lausanne, en Suisse, est alors distinct de l'académie de Lausanne, qui formait les pasteurs du canton de Vaud. Les étudiants français devaient y acquérir en trois ans une culture tant générale que théologique. La formation les laissait souvent à l'écart des échanges d'idées et des débats religieux contemporains dans les disciplines universitaires, et notamment en sciences religieuses.
Les nouvelles modalités de formation ne sont réglées qu'en 1809-1810, par la décision gouvernementale de créer une faculté, l'Église réformée étant sous le régime concordataire. Les étudiants désireux de se former à l'université de Genève ou à la faculté de théologie protestante de Strasbourg pouvaient bénéficier de bourses accordées par des organismes, notamment suisses, de soutien au protestantisme français. Le séminaire français de Lausanne, progressivement désaffecté, ferme en 1812. Un décret impérial, signé le 17 septembre 1808, institue une faculté « qui sera incessamment établie à Montauban ». Il s'agit d'une faculté d'État, rattachée institutionnellement à l'université de Toulouse, elle le reste jusqu'en 1905.

## La création

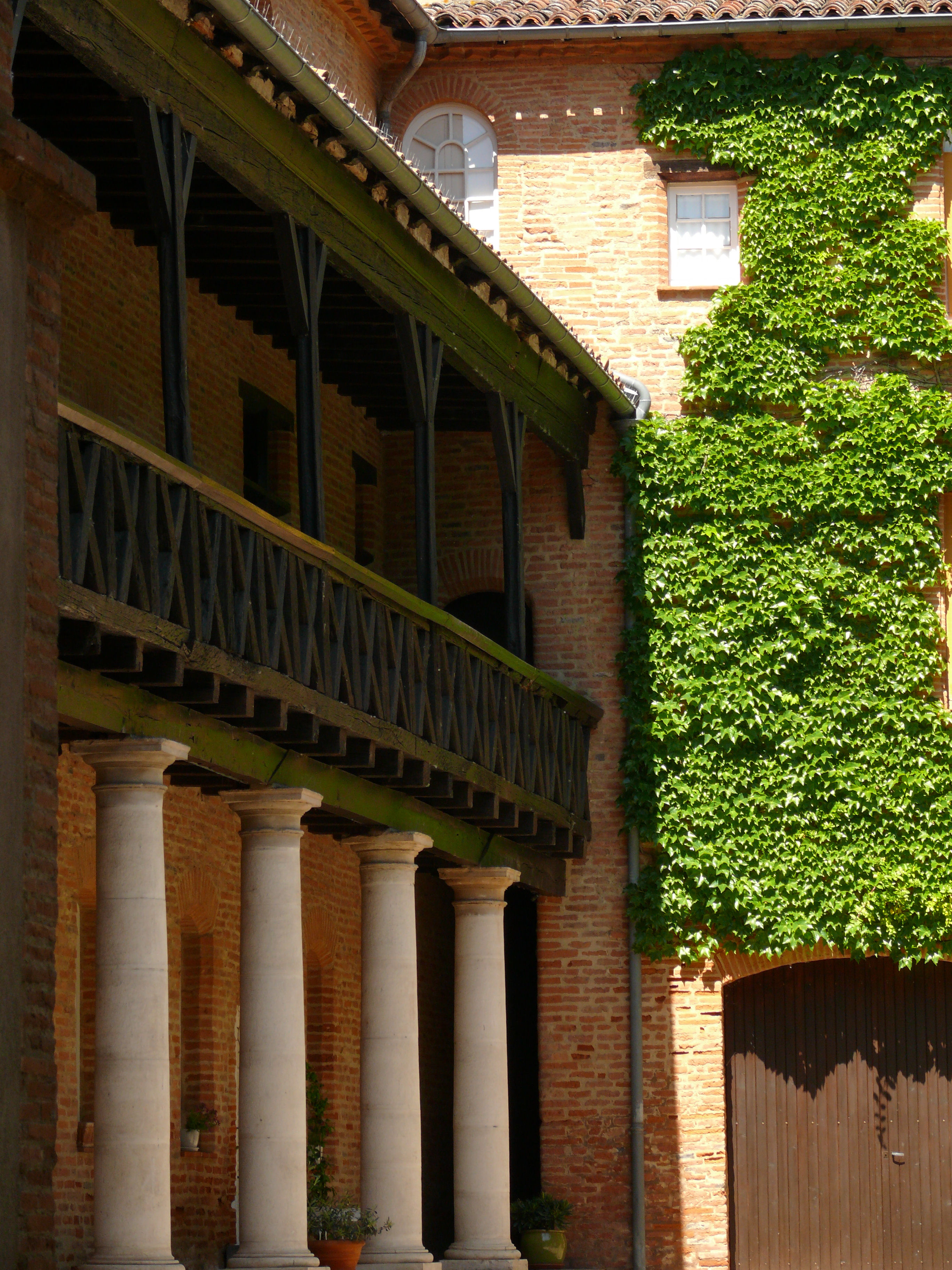
Le collège de Navarre, siège de l'académie de Montauban.

### Les différents plans pour une nouvelle faculté
L'article 8 du décret du 17 mars 1808 qui organise l'université française prévoit une faculté de théologie protestante à Strasbourg et une faculté à Genève. Les tergiversations de l'université de Genève, qui hésite entre l'intégration des étudiants réformés français dans son cursus ou l'établissement d'un parcours spécifique pour les réformés français, irritent un certain nombre de protestants, particulièrement le consistoire parisien. Par ailleurs, Nîmes demande l'ouverture d'une faculté dans sa ville, arguant de l'origine méridionale de la plupart des étudiants en théologie. Quelques mois plus tard, Napoléon Ier tranche, en annonçant lors de sa visite à Montauban le 29 juillet 1808, qu'une faculté sera créée dans cette ville.

### Le choix de Montauban
Selon le théologien André Gounelle, plusieurs raisons ont prévalu dans le choix de Montauban par l'État, notamment : 
- des raisons politiques : Montauban est « une ville politiquement sûre » et la ville soutenait l'Empire[3]. La ville de Nîmes qui présentait une alternative était une ville très protestante, et le gouvernement ne tenait pas à y renforcer le protestantisme.
- des raisons historiques : Montauban est l'une des villes dans laquelle une académie, institut d'enseignement supérieur qui enseignait le grec et l'hébreu, la philosophie et formait les pasteurs, a été implantée comme le prévoyait l'édit de Nantes en 1598. Elle a fonctionné jusqu'en 1685, fermant quelques mois avant la révocation de l'édit. Ainsi, le choix de Montauban indiquait « la continuité du protestantisme au travers de la parenthèse tragique de la Révocation »[7].

### La mise en place
Le décret du 17 septembre 1808 prévoit que « les candidats seront présentés par le président du consistoire ». La faculté donne ses premiers cours en janvier 1810, elle s'installe en novembre 1810, dans l'ancien couvent Saint-Claire, 18 quai Montmurat, acheté pour 40 000 francs par l'État qui offre un crédit de 15 000 francs pour son aménagement.

### La bibliothèque universitaire
Jacques Antoine Rabaut-Pommier, pasteur et homme politique, lègue sa bibliothèque à la faculté. L'État ajoute une dotation de 5 000 ouvrages à laquelle s'ajoute un important don d'un Montalbanais, André Jeanbon Saint-André, pasteur et conventionnel, proche de Napoléon. La faculté acquiert plusieurs fonds, notamment la bibliothèque du pasteur nîmois Samuel Vincent. Lorsque la faculté est transférée à Montpellier, environ 20 000 volumes reviennent à l'université de Toulouse, constituant le fonds dit de la Bibliothèque de la faculté de théologie protestante de Montauban. Les livres qui n'avaient pas été transférés à Toulouse sont conservés et consultables à la bibliothèque de la faculté de théologie protestante de Montpellier. La liste du fonds avant le partage est numérisée et accessible sur le site de l'université de Toulouse.

### Le recrutement des enseignants
La faculté et les professeurs dépendent du ministère de l'instruction publique. Six chaires de théologie sont créées et des professeurs sont recrutés. Lors de l'ouverture de la faculté, seuls trois des postes sont pourvus, et aucun des professeurs n'est titulaire d'un doctorat de théologie. Certains pourtant sont des personnalités scientifiques de premier plan dans leur domaine. Ainsi, le nouveau doyen, Benjamin-Sigismond Frossard, pasteur suisse, abolitionniste militant, titulaire d'un doctorat en droit honoris causa de l'université d'Oxford, rejoint la faculté le 29 avril 1809. Bénédict Prevost, naturaliste amateur, est recruté comme professeur de philosophie naturelle et rationnelle en 1810,. Daniel Encontre, pasteur puis professeur de mathématiques à la faculté des sciences de Montpellier, après des tergiversations, accepte la chaire de dogmatique en 1814.

### Organisation des études
Le niveau d'études requis pour l'obtention du diplôme de baccalauréat en théologie est le baccalauréat ès lettres, bien que ce niveau ne soit d'abord pas exigé pour l'inscription à la faculté. Le cursus se déroule en quatre ou cinq ans. Un premier cycle doit permettre aux étudiants de rattraper un niveau pré-universitaire, équivalent au baccalauréat. Un second cycle, destiné aux futurs pasteurs, est axé sur la dogmatique ou l'homilétique.
La faculté accueille une trentaine d'étudiants à la première rentrée universitaire de janvier 1810. L'inscription à la faculté permettait d'échapper à la conscription militaire, ce qui gonfle les effectifs jusqu'en 1814. La faculté compte entre 40 et 80 inscrits, et une douzaine d'étudiants en moyenne obtiennent leur diplôme chaque année.

## 1840-1880
Un foyer destiné aux étudiants, le séminaire, est créé en 1840. Son directeur est nommé par le ministère des cultes.
Durant la seconde moitié du XIXe siècle, la faculté fonctionne bien, mais elle est affectée par un certain nombre de problèmes qui entravent son rayonnement scientifique et la qualité de la formation proposée aux étudiants en théologie. Ce constat d'André Gounelle est dû selon lui à plusieurs facteurs :
- Les modalités de recrutement des professeurs, qui se fait en consultant les consistoires, sans comité scientifique ni expertise des candidatures. Les recrutements prennent en considération davantage l'orientation théologique des candidats, et leur orthodoxie théologique que leurs titres universitaires[18]. « Les consistoires choisissent des pasteurs pieux, respectables, éloquents », écrit cet auteur, « mais sans grande compétence théologique ». La tendance théologique, libérale ou orthodoxe sur le plan doctrinal, est selon lui davantage prise en considération que le niveau d'études des candidats au professorat : ainsi, en 1860, aucun professeur n'est titulaire d'un doctorat.
- L'isolement de Montauban, qui n'est pas une ville universitaire, ce qui prive les étudiants de la possibilité de suivre des cours d'autres facultés[19]. Il semble absurde que « le protestantisme français dispose d'une faculté de théologie à Montauban et pas à Paris »[19]. Des démarches en ce sens auprès du pouvoir politique n'aboutirent pas, mais il semble également que les professeurs, en tout cas en 1899, n'y tenaient pas, évoquant plusieurs raisons possibles d'un statu quo : le soutien de notables montalbanais à un maintien dans leur ville, l'influence de la hiérarchie catholique ou encore la crainte que les étudiants « ne succombent aux tentations très fortes de la vie parisienne »[20].

## 1890-1914. Les dernières années
Ces années sont favorables à la faculté, qui publie une revue, La revue de théologie et des questions religieuses.
Les conditions matérielles d'existence de la faculté changent radicalement après la séparation des Églises et de l'État.
Par ailleurs, l'existence d'une faculté de théologie protestante à Paris depuis 1877 modifie l'offre de formation pour les futurs pasteurs français.
La faculté de Montauban est plutôt de tendance « orthodoxe » (ou « évangélique », au sens de l'époque), alors que la faculté de théologie protestante de Paris est libérale sur le plan théologique. André Gounelle relève que cette situation suscite des débats et des échanges favorables à la circulation des idées dont, selon lui, « Montauban a plutôt bénéficié » : « la concurrence a obligé les Montalbanais à remonter le niveau de leur enseignement, à consacrer plus de temps à la recherche et à se montrer plus exigeants dans le recrutement de leurs professeurs ». Les motivations des étudiants, touchés par le « Réveil », sont « plus fortes et plus profondes », l'enseignement gagne en qualité, s'ouvrant aux débats d'idées, aux sciences religieuses : de nouveaux professeurs, Émile Doumergue, professeur d'histoire de l’Église, Alexandre Wesphal, Louis Perrier, Henri Bois.
En 1919, le choix est fait d'installer la faculté de théologie, avec les mêmes professeurs, les archives et une partie de la bibliothèque à Montpellier : l'Église réformée, séparée de l'État depuis 1905, « n'a plus besoin de l'accord du gouvernement pour changer de localisation ».

## Doyens de la faculté
Doyens de 1809 à 1919
- Benjamin-Sigismond Frossard
- Daniel Encontre
- Jean-Frédéric Pradel
- François Bonnard[27]
- Joseph Montet[28]
- Guillaume de Félice[29]
- Auguste Sardinoux
- Charles Bois
- Jean Monod
- Charles Bruston
- Émile Doumergue

## Personnalités liées à la faculté de Montauban

### Étudiants
- Charles-Édouard Babut
- Étienne Bergeret
- André-Numa Bertrand
- Alfred Boegner
- Charles Bost
- John Bost
- Jean Cadier
- Antonin Causse
- Louis Comte
- Athanase-Charles Coquerel
- Paul Doumergue
- Freddy Durrleman
- Germain Encontre
- Élie Gounelle
- Charles Grawitz
- Jules Jézéquel
- Maurice Leenhardt
- Auguste-François Lièvre
- Pierre Maury
- Wilfred Monod
- Félix Pécaut
- Edmond Ponsoye
- Edmond de Pressensé
- Élie Reclus
- Élisée Reclus
- Jacques Reclus
- Auguste Sabatier
- Édouard Soulier
- Noël Vesper
- Ariste Viguié
- Alexandre Westphal[30]
- Amos Wilder

### Professeurs
- Raoul Allier, chargé de cours (1885-1889)
- Charles Bois
- Henri Bois
- Charles Bruston
- Émile Doumergue
- Daniel Encontre
- Pierre Antoine Encontre[31]
- Guillaume de Félice[29]
- Benjamin-Sigismond Frossard
- Ésaïe Gasc
- Prosper Frédéric Jalaguier[32]
- Franz Leenhardt
- Léon Maury
- Adolphe Monod
- Jean Monod
- Michel Nicolas
- Jean Pédezert[33]
- Louis Perrier
- Bénédict Prévost[13]
- Armand Sabatier
- Auguste Sardinoux